# Martinovići, Plav
Martinovići este un sat din comuna Plav, Muntenegru. Conform datelor de la recensământul din 2003, localitatea are 689 de locuitori (la recensământul din 1991 erau 722 de locuitori).

## Demografie
În satul Martinovići locuiesc 491 de persoane adulte, iar vârsta medie a populației este de 33,2 de ani (33,2 la bărbați și 33,2 la femei). În localitate sunt 148 de gospodării, iar numărul mediu de membri în gospodărie este de 4,66.
|  |

| Demografie | Demografie | Demografie |
| An         | Locuitori  | Locuitori  |
| ---------- | ---------- | ---------- |
|            |            |            |
|            |            |            |
|            |            |            |
|            |            |            |
| 1948       | 354        |            |
| 1953       | 508        |            |
| 1961       | 592        |            |
| 1971       | 685        |            |
| 1981       | 842        |            |
| 1991       | 722        | 560        |
| 2003       | 1312       | 689        |

| \| Componența etnică conform recensământului din 2003[2] \| Componența etnică conform recensământului din 2003[2] \| Componența etnică conform recensământului din 2003[2] \| Componența etnică conform recensământului din 2003[2] \| Componența etnică conform recensământului din 2003[2] \| \| ----------------------------------------------------- \| ----------------------------------------------------- \| ----------------------------------------------------- \| ----------------------------------------------------- \| ----------------------------------------------------- \| \| \| \| \| \| \| \| Albanezi \| Albanezi \| \| 650 \| 94,33% \| \| Sârbi \| Sârbi \| \| 25 \| 3,62% \| \| Muntenegreni \| Muntenegreni \| \| 9 \| 1,3% \| \| necunoscută \| necunoscută \| \| 5 \| 0,72% \| |              |  |     |        |
| Componența etnică conform recensământului din 2003 |              |  |     |        |
| |              |  |     |        |
| Albanezi | Albanezi     |  | 650 | 94,33% |
| Sârbi | Sârbi        |  | 25  | 3,62%  |
| Muntenegreni | Muntenegreni |  | 9   | 1,3%   |
| necunoscută | necunoscută  |  | 5   | 0,72%  |

## Vanjske veze
- Mape, aerodromi i vremenska situacija lokacija (-{Fallingrain}-)
- Satelitska mapa (-{Wikimapia}-)
- Martinovići (Plav) Map — Satellite Images of Martinovići (Plav) (-{Maplandia}-)
- Plan naselja na mapi (-{Mapquest}-)